# Pacific Drive
Pacific Drive (1996–1997) – australijski serial telewizyjny przez kanał Nine Network. W Polsce emitowany dawniej w telewizji TVN.

## Obsada
- Grant Bowler jako Garth Stevens (389 odcinków)[1]
- Simone Buchanan jako Laura Harris/Anna (389)
- Mark Constable jako Adam Stephens (389)
- Clodagh Crowe jako Dior Shelby
- Andre Eikmeier jako Rick Carlyle
- Rebekah Elmaloglou jako Liza Garland
- Olivia Hamnett/Rowena Wallace jako Mara de Villenois
- Steve J. Harman jako Luke Bowman
- Virginia Hey jako Margaux Hayes
- Darrin Klimek jako Tim Browning
- Peter Kowitz jako doktor Josh Michaels
- Adrian Lee jako Joel Ritchie
- Joss McWilliam jako Martin Harris
- Lloyd Morris jako Trey Devlin
- Kate Raison jako Georgina Ellis
- Danielle Spencer jako Callie Macrae
- Christine Stephen-Daly jako Amber Kingsley
- Libby Tanner jako Zoe Marshall
- Erik Thomson jako Brett Barrett
- Melissa Tkautz jako Bethany Daniels
- Ross Newton jako Roger West (9)
- Shé D'Montford jako Bikini Girl: zalotna dziewczyna w krótkiej sukience (5)